# Cruzada de Alejandría
La breve Cruzada de Alejandría ocurrió en octubre de 1365 y fue dirigida por Pedro I de Chipre contra Alejandría. Casi carente de impulso religioso, se diferencia de las cruzadas más importantes, ya que parece haber sido motivada en gran parte por intereses económicos.

## Historia
Pedro I pasó tres años, desde 1362 hasta 1365, conformando un ejército y buscando apoyo financiero para una cruzada en las cortes más ricas de la época. Cuando se enteró de un planeado ataque egipcio contra el Reino de Chipre, empleó la misma estrategia de la guerra preventiva que había tenido tanto éxito contra los turcos y redirigió sus ambiciones militares contra Egipto. Con Venecia organizó su flota naval y fuerzas terrestres para reunirlos en la fortaleza cruzada de Rodas, donde se les unió los Caballeros de la Orden de San Juan. 
En octubre de 1365 Pedro I zarpó de Rodas comandando personalmente una considerable fuerza expedicionaria y una flota de 165 barcos, a pesar del gran poder económico y político de Venecia. El desembarco fue hecho en Alejandría alrededor del 9 de octubre y durante los siguientes tres días, el ejército de Pedro conquistó y saqueó la ciudad antes de retirarse definitivamente el 12 de octubre contra las fuerzas de los mamelucos.
Pedro mismo comprendió que no era posible gobernar Alejandría dada su gran distancia de Chipre.

## Interpretaciones
Jo van Steenbergen, citando a Peter Edbury, argumenta que la cruzada fue principalmente una búsqueda económica. Pedro quería poner fin a la supremacía de Alejandría como un puerto en el Mediterráneo oriental con la esperanza de que Famagusta se beneficiara de la desviación del comercio. Las preocupaciones religiosas, entonces, eran secundarias.
La descripción de Van Steenbergen de relatos musulmanes contemporáneos como la de Alī al-Maqrīzī, indica que la fuerza cruzada tuvo éxito en parte gracias a las superiores tácticas de distracción. La fuerza defensiva de Alejandría se ocupó en combates en la zona alrededor del puerto occidental, mientras que la fuerza «real», incluyendo caballería, tocó tierra en otro lugar de la ciudad aparentemente escondido en un cementerio, sin ser detectados por los defensores. Así, la fuerza cruzada fue capaz de atacar desde el frente y la retaguardia, entrando en pánico los alejandrinos, que no se recuperaron de ese revés.